# Rita Hernández Bolaños
Rita Hernández Bolaños (1960) es una diplomática costarricense y actual presidente del Consejo Permanente de la Organización de los Estados Americanos.

## Biografía
Se graduó de licenciada en Derecho en la Universidad de Costa Rica, contrajo nupcias con el abogado Álvaro Castro. Fue funcionaria del Patronato Nacional de la Infancia y en 1984 ingresó al Ministerio de Relaciones Exteriores y Culto, donde ha desempeñado varios cargos, entre ellos los de jefa del Departamento de Tratados, Ministro Consejero de la Embajada de Costa Rica en España y directora del Instituto del Servicio Exterior Manuel María de Peralta. También ha sido embajadora en misión especial en varios países. De 2007 a 2008 fue Directora General de Protocolo y Ceremonial del Estado. Entre noviembre de 2008 y mayo de 2013 fungió como Embajadora alterna de su país en la OEA. Actualmente está destaca en el servicio interno de la cancillería como directora adjunta del Instituto del Servicio Exterior.